# Strada carrabile
La strada carrabile è una tipologia di strade asfaltate destinata al passaggio di autoveicoli aventi però caratteristiche geometriche e dimensionali.

## Classificazione
La classificazione delle strade carrabili è influenzata soprattutto sia dal tipo di utenza, che dal contesto territoriale, infatti è espressa dalla struttura e dalla velocità media di percorrenza.
Attraverso il numero delle corsie per ogni senso di marcia e le relative dimensioni viene invece stabilità l’offerta di trasporto e le dimensioni degli elementi componenti.

## Caratteristiche
La strada carrabile può essere distinta in rapporto a fattori fondamentali che la caratterizzano:
- a seconda del territorio che attraversano nelle strade extraurbane e strade urbane;
- al tipo di movimento in strade di transito, distribuzione, di penetrazione e l'accesso;
- all’entità di spostamento in strade di lunga, media o bassa percorrenza;
- alla funzione assunta dal contesto attraversato in strada locale, urbana, comunale.